# Csincse
Csincse là một thị trấn thuộc hạt Borsod-Abaúj-Zemplén, Hungary. Thị trấn này có diện tích 11,34 km², dân số năm 2010 là 562 người, mật độ 50 người/km².